# グラマラス・キラーズ
『グラマラス・キラーズ』（原題：Fit to Kill、別題：スパイ・エンジェル/グラマー美女軍団3）は、1993年に公開されたアクションアドベンチャー映画。
ドナ・スピア、ロバータ・ヴァスケス、シンシア・ブリムホール、ジュリー・ストレイン、ブルース・ペンホール、チュ・チュ・マラヴェ、ジェフリー・ムーアが出演している。脚本・監督はアンディ・シダリスで、「トリプルB」シリーズの第8作目にあたる。

## あらすじ
稀少なダイヤモンドの所有をめぐって、捜査官たちが激しい争奪戦に巻き込まれる。

## キャスト
- ドナ・ハミルトン - ドナ・スピア
- ニコール・ジャスティン - ロバータ・ヴァスケス
- ブルース・クリスチャン - ブルース・ペンホール
- ケイン/R・J・ムーア - ジェフリー・ムーア
- ルーカス - トニー・ペック（英語版）
- エディ・スターク - シンシア・ブリムホール
- ブルー・スティール - ジュリー・ストレイン
- ミカエル・ペトロフ/ロドリゴ・オブレゴン - ロドリゴ・オブレゴン
- チャン - アキ・アロング
- Ava - Ava Cadell
- グレゴール - マーク・バリエール
- ポー/Craig Ryan Ng - Craig Ng
- Evel - Chu Chu Malave
- ケネヴィル - リチャード・カンシーノ
- スキップ - スキップ・ウォード
- シルク - キャロリン・リュー
- Shane Abilene/Michael Shane - マイケル・J・シェーン
- バーク - ブレット・バクスター・クラーク
- サンディ - サンドラ・ワイルド
- エマーソン - ジョン・ネルソン
- Nick the Robber/Nick Georgiade - Nicholas Georgiade
- 運転手/クリスチャン・シダリス - クリスチャン・ドリュー・シダリス
- ドイツの将軍 - ロイ・サマーセット
- コマンドー - ジェラルド・オカムラ
- コマンドー＃2 - リチャード・ラバゴ
- コマンドー＃3 - ドン・イー
- ガンマン - エリック・アンソニー
- シワン - ショーン・ルーニー
- 女性コマンドー - ナイダ・オルブライト
- Doorman/Dave Parks - David Parks
- 質店店主 - ビル・パーキンス
- 警備員 - リチャード・パーマー

## 参照
- ガールズ・ウィズ・ガンズ